# Coelogynopora cassida
Coelogynopora cassida är en plattmaskart som beskrevs av Sopott-Ehlers 1985. Coelogynopora cassida ingår i släktet Coelogynopora och familjen Coelogynoporidae. Inga underarter finns listade i Catalogue of Life.